# Київська академія мистецтв
Ки́ївська Акаде́мія мисте́цтв — професійний вищий навчальний заклад безперервної мистецької освіти для дітей та юнацтва, який діяв у 1994-2022 роках та знаходився у комунальній власності міста Києва. 
23 червня 2022 року об'єднана в один ЗВО з Київським університетом імені Бориса Грінченка.

## Сучасний стан - В даний час закладу не існує!!!
Заклад заснований Київською міською державною адміністрацією у 1994 році під назвою Київська дитяча академія мистецтв. Автор концепції і перший ректор — народний артист України, професор та композитор Михайло Чембержі. В основі створеної ним концепції була ідея безперервної мистецької освіти, з поєднання чотирьох рівнів навчання (підготовча, початкова, основна та вища школи) в одному закладі.
2005 року КДАМ стала переможницею конкурсу на отримання культурного гранту уряду Японії у розмірі 650 тисяч доларів США на інструменти симфонічного оркестру, сучасну студію аудіо- та відеозапису.
У 2018 після смерті М. Чемберджі посаду ректора зайняла Ольга Бенч. До статуту закладу були внесені зміни  і заклад отримав іншу назву МЗВО "КАМ".

### Факультет мистецтв
Кафедри:
- музично-сценічного мистецтва
- образотворчого мистецтва
- гуманітарних дисциплін

### Відомі випускники
- Позитив — вокаліст та автор музики гуртів «Время и Стекло» та «Mozgi».